# 潘州城遺址
潘州城遺址位於四川省阿壩藏族羌族自治州若爾蓋縣，文物遺址年代判定為宋代。2007年6月1日公佈為四川省第七批文物保護單位。